# Juan Bohón
Juan Bohón, auch Joan Bohon oder Juan Boon (* in Rioseco de Soria, Spanien; † 1548 bei La Serena, Chile) war ein spanischer Konquistador in Chile und Gründer der Siedlung La Serena.

## Biografie
Am 21. Mai 1534 erhielt er in Toledo die Erlaubnis nach Amerika zu gehen, auf einem der Schiffe, mit denen Hernando Pizarro oder Leute für Diego de Almagro in Richtung Peru reisten. Am 6. Oktober desselben Jahres schiffte er sich dann auf der Ginés de la Riva ein. Es lässt sich belegen, dass er sich etwa zwei Jahre später in Lima befand. Das geht aus einer von ihm am 30. Juni 1536 unterzeichneten öffentlichen Urkunde hervor, mit der er sich verpflichtete dem spanischen König 1035 Goldpesos (Wert: ca. 5 kg Feingold) zu leihen.
Nachdem er unter dem Kommando von Diego de Rojas an der erfolglosen Konquista im Gran Chaco teilgenommen hatte, schloss er sich im April/Mai 1540 bei Tarapacá mit etwa 60 von ihm angeführten Männern dem Konquistador Pedro de Valdivia zur Eroberung Chiles an. In seiner Gruppe soll sich auch der aus Nürnberg stammende Bartolomé Flores befunden haben.
In Chile gehörte er zu den Gründern der neuen Kolonie und Stadt Santiago del Nuevo Extremo. Er bekleidete wichtige öffentliche Ämter in der Kolonialverwaltung. Um die Jahreswende 1543/1544 entsandte ihn der Gouverneur Pedro de Valdivia mit zehn Soldaten, um im Coquimbo-Tal eine zweite Niederlassung zu gründen und einige Raststätten, sogenannte Tambos, am Weg nach Peru einzurichten, um so die Verbindung zwischen Lima und Santiago zu erleichtern. So gründete er Ende 1544, ca. 500 km nördlich von Santiago die Siedlung San Bartolomé de la Serena an der Mündung des Río Elqui.
1547 ging Juan Bohón mit Pedro de Valdivia nach Peru, um auf Seiten der spanischen Krone in den dortigen Bürgerkrieg einzugreifen. Valdivia hatte maßgeblichen Anteil am Sieg über die Rebellen in der Schlacht von Jaquijahuana (April 1548) und erhielt als Belohnung seinen Gouverneurstitel für Chile bestätigt. Daraufhin entsandte er Juan Bohón mit 32 Soldaten zurück nach Chile, um diese Nachricht zu überbringen. Bei La Serena wurde Bohón in einen Hinterhalt gelockt. Alle seine Begleiter wurden getötet und er gefangen genommen. Nackt und mit einem Kreuz um den Hals gehängt sei er zum Spott durch das ganze Copiapó-Tal geführt und schließlich an einem Baum erhängt worden.
Er hinterließ einen Sohn, genannt Juan Bohón el mozo († 1591), ein Mestize, der ebenfalls wichtige Ämter in der chilenischen Kolonialverwaltung einnahm.